# Rotte (plaats)
Rotte is een woonkern van de gemeente Lansingerland, in de Nederlandse provincie Zuid-Holland. De woonkern bestaat uit een aantal woningen en villa's langs de rivier de Rotte. Achter deze woonhuizen bevindt zich een groot recreatiegebied, het Lage Bergse Bos en het Hoge Bergse Bos, met onder meer een golfbaan, een skihelling en een mountainbikeparcours. Deze gebieden liggen binnen het grondgebied van de voormalige gemeente Bergschenhoek en maken deel uit van het recreatiegebied De Rottemeren. De Rotte grenst aan de Rotterdamse wijk Molenlaankwartier; de wijk Ommoord ligt aan de andere kant van de rivier.